# جورج بريدو روبرت هاريس

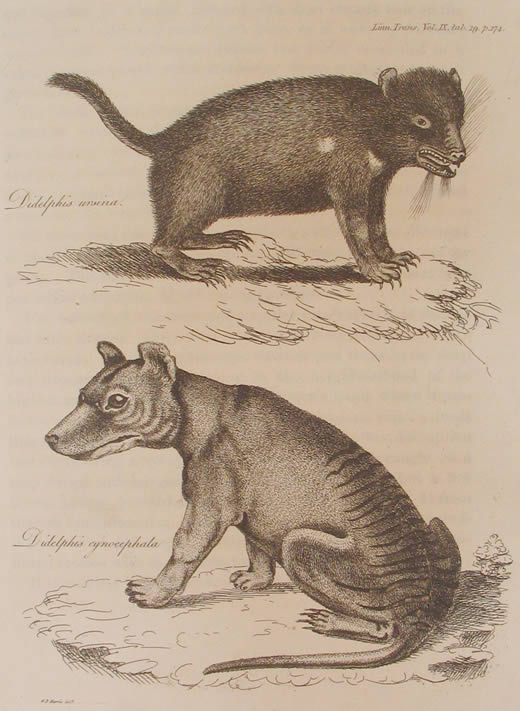
رسمٌ لشيطان تسمانيا (في الأعلى) ونمر تسماني (في الأسفل) أعدَّه جورج هارس.

جورج بريديوكس روبرت هارس (بالإنجليزية: George Prideaux Robert Harris)‏ (1775 - 1810) كان نائب المسح في الأيام الأولى لجزيرة تسمانيا الأستراليَّة، منذ بدء الاستيطان الأوروبيّ فيها عام 1803 وحتى موته في بلدة هوبارت عام 1810. لقد كان أيضاً مستكشفاً ورساماً وعالم طبيعة، إذ وصف العديد من النباتات وأنواع الجرابيات التي تعيش على الجزيرة، مثل شيطان تسمانيا والنمر التسماني.